# Strefa Kembata Tembaro

Mapa regionów i stref Etiopii.

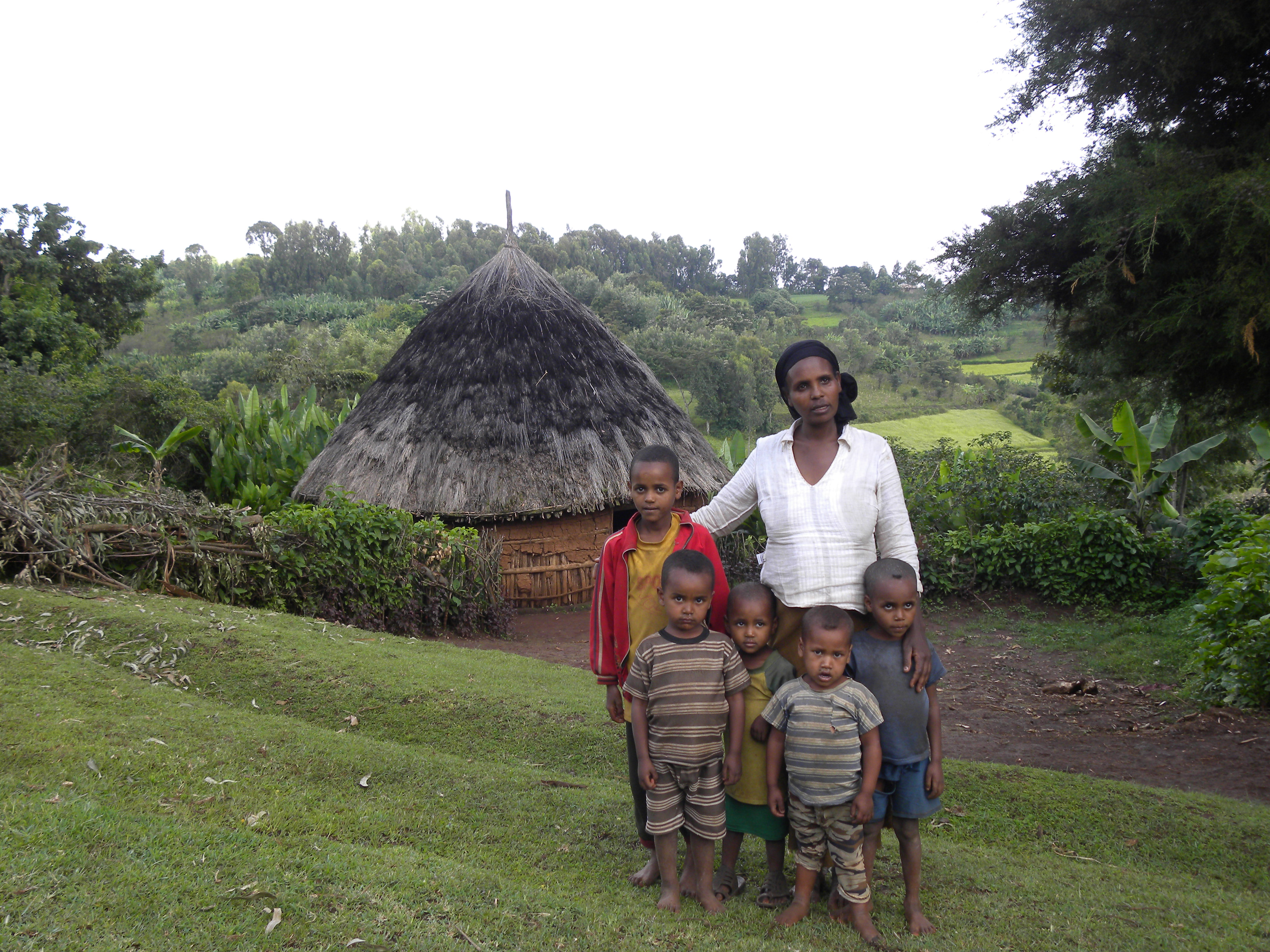
Matka z dziećmi, z plemienia Kembata, w pobliżu miasta Hadero

Strefa Kembata Tembaro (Kembata Tembaro Zone) – obszar administracyjny w Etiopii, w Regionie Narodów, Narodowości i Ludów Południa. Nazwa strefy pochodzi od ludów Kembata i Tembaro, których ojczyzna znajduje się w strefie. Do ważniejszych miast należą: K'olito, Durame i Hadero. 
Strefa Kembata Tembaro graniczy od północy ze Strefą Hadija, od wschodu z Alabą, od południa z Wolaita i eksklawą Hadija, a od zachodu z Dawro. Ojczyzna ludu Kembata jest jednym z najgęściej zaludnionych obszarów w Etiopii. 

## Podział administracyjny
W skład strefy wchodzi 8 wored:
| - Angacha - Damboya - Doyogena - Durame - Hadero Tunto - Kacha Bira - Kedida Gamela - Tembaro |

## Demografia
Na podstawie spisu ludności z 2007 r. strefa ma ponad 1 milion mieszkańców. Pięć największych grup etnicznych to Kembata (72,5%), Tembaro (13,7%), Hadija (5,5%), Donga (4,8%) i Wolaita (1,8%). Pozostałe grupy etniczne stanowiły 1,7% populacji. Pod względem religii 83,6% było protestantami, 6,5% praktykowało etiopskie prawosławie, 5,9% przyjęło katolicyzm i jedynie 3,1% było muzułmanami.

## Gospodarka
Większość ludności to rolnicy, a podstawę gospodarki stanowi uprawa ensete. Do innych upraw należą: pszenica, kukurydza, miłka abisyńska, sorgo, groch, fasola, warzywa, kapusta i awokado. Do upraw przeznaczonych na handel należą kawa i imbir. 